# Estabilizador fiscal automático
Los estabilizadores fiscales automáticos son determinadas partidas de gastos públicos e impuestos, que ante variaciones en el nivel de renta, reaccionan de una forma automática en un sentido anticíclico. Así cuando la economía se contrae, tienen un efecto de política fiscal expansiva y que cuando la economía entra en una fase expansiva, tienen un comportamiento restrictivo, en definitiva por su propia naturaleza, reaccionan en sentido anticíclico, de forma automática, sin que sean necesarias medidas deliberadas por parte de los responsables de la política económica.
Cuando se produce una fase depresiva, caracterizada porque el nivel de la demanda agregada se coloca por debajo de la renta de pleno empleo, produciéndose un desempleo de los factores de producción existentes, los estabilizadores automáticos reaccionan aumentando el consumo y la inversión, logrando de esta forma frenar una caída de la demanda causante del inicio de la fase depresiva. En efecto en una situación depresiva en que disminuye la renta de los ciudadanos y crece el desempleo, la recaudación fiscal, por el impuesto sobre la renta, por ejemplo, sin que se tomen medidas específicas, disminuye, incrementando el déficit presupuestario, hechos que tienden a contrarrestar la bajada de la demanda agregada.

## Características
Las características que deben reunir los estabilizadores para que sean eficientes son, según Clement y Hart, los siguientes:
- Deben reaccionar de forma inmediata a los cambios en el nivel de actividad económica.
- Deben tener un rendimiento flexible, de manera que en el caso de los impuestos, el cambio porcentual del rendimiento sea superior al de la renta.
- Deben tener cuantitativo importante en relación con el PIB.

## Tipos
- El impuesto sobre la renta de las personas físicas. El incremento de la renta nacional repercute de forma directa en la cuantía de las bases imponibles sometidas a gravamen. Así los contribuyentes que antes se encontraban en niveles de renta inferiores al mínimo exento pasan ahora a tributar efectivamente por el impuesto y los que ya venían tributando soportarán una carga mayor debido a la progresividad del impuesto. En definitiva a través de este impuesto, la Hacienda Pública recaudará una porcentaje superior de la renta nacional, por lo que el estabilizador provocará un efecto restrictivo sobre el sistema. Cuando se produzca una caída de la renta nacional, el efecto será el contrario porque la recaudación caerá proporcionalmete más que la renta, provocando una menor caída de la renta disponible y por tanto una menor bajada del consumo.
- Los subsidios de desempleo, este supone el estabilizador más importante desde el punto de vista de los gastos. Los pagos por subsidio de desempleo disminuyen a medida que la economía se sitúa más cerca del nivel del pleno empleo.
- Impuestos sobre el beneficio de las sociedades.
- Los impuestos sobre el consumo específico.

## Los estabilizadores fiscales discrecionales
Los estabilizadores fiscales discrecionales son el conjunto de medidas que suponen una alteración de los impuestos o de los gastos, tendentes a imponer una política fiscal estabilizadora.